# Francisco Javier Muñoz Llompart
Francisco Javier Muñoz Llompart, més conegut com a Xisco Muñoz (Manacor, 5 de setembre del 1980) és un exfutbolista balear que va jugar de davanter, entre altres equips, al Gimnàstic de Tarragona. Actualment és l'entrenador del Johor Darul Takzim FC.

## Trajectòria com a jugador
És un jugador format a la cantera del València CF amb molta experiència al futbol espanyol i georgià. Va formar part de les plantilles del RC Recreativo de Huelva, CD Tenerife, Reial Betis, Llevant UE, València CF, SK Dinamo Tbilisi i Club Gimnàstic de Tarragona.
Entre els seus títols aconseguits destaquen el títol de Lliga i la Copa UEFA amb el València CF la temporada 2003/2004.
El mallorquí va jugar durant tres temporades i mitja amb el SK Dinamo Tbilisi i va marcar 77 gols i va repartir 33 assistències. Va arribar a ser el capità de l'equip, i va aconseguir dos títols de la Lliga Georgiana, va guanyar dues vegades la Copa de Geòrgia i va ser reconegut com a millor jugador de l'any a Geòrgia la temporada 2013/2014.
Quan va tornar de Geòrgia, va jugar al Club Gimnàstic de Tarragona. Hi va jugar durant una temporada, la 2015/2016, i va ser la darrera com a jugador professional. La temporada 2016/2017 es va convertir en segon entrenador del Club Gimnàstic de Tarragona.

## Trajectòria com a entrenador
Després de retirar-se com a futbolista l'any 2016, es va incorporar com a segon entrenador al cos tècnic de Vicente Moreno amb el Club Gimnàstic de Tarragona.
A principis de 2019 torna al SK Dinamo Tbilisi, que estava sent dirigit per l'entrenador Zaur Svanadze, i s'incorpora al seu cos tècnic. Mesos més tard, debuta com a entrenador del SK Dinamo Tbilisi i el novembre de 2019 aconsegueix la seva tercera lliga georgiana, la primera com a entrenador.
Al gener de 2020 en Xisco no arriba a un acord amb el club georgià i la directiva contracta l'entrenador Kaja Chjetiani. Aquest entrenador va dimitir després que l'equip quedàs eliminat a la fase prèvia de la Lliga de Campions davant el CF Tirana d'Albània.
Dia 31 d'agost de 2020 retorna al SK Dinamo Tbilisi amb el preparador físic Jordi Abella i l'assistent Roberto Cuesta.
Dia 19 de desembre de 2020 abandona el SK Dinamo Tbilisi després de proclamar-se campió de la Lliga Erovnuli (Primera Divisió georgiana) i firma un contracte amb el Watford CF de la English Football League Championship.